# Hervé Brusini
Hervé Joseph Laurent Brusini, né le 15 mai 1953 à Saint-Quentin (Aisne), est un journaliste français.

## Biographie

### Jeunesse et études
Né de Raphaël Brusini et Odette Philomène Dupont à Saint-Quentin, il est cousin par son père de Christian Harbulot. Il effectue des études de sciences politiques jusqu'à obtenir un DEA.

### Parcours professionnel
En 1982, il publie en collaboration avec Francis James Voir la vérité, un ouvrage sur le journalisme de télévision, aux éditions des Presses universitaires de France.
Il obtient l'année suivante sa carte de journaliste en juin. Il collabore à partir de ce moment-là à la rédaction d'Antenne 2, devenue par la suite France 2. Il fait alors l'objet d'un fichage par la cellule secrète de l'Élysée (voir : Affaire des écoutes de l'Élysée) dans le cadre de l'affaire des Irlandais de Vincennes.
Il dirige ensuite le service des informations générales de l'ancienne Antenne 2.
Il est colauréat, avec Dominique Tierce en 1991 du prix Albert-Londres dans la catégorie « Grand Reporter de l'audiovisuel » pour un reportage sur l'affaire Farewell diffusé sur France 2.
Il est aussi directeur délégué à l’information de France 3 (2004-2008).
En 2005, le Festival International du Grand Reportage d'Actualité (FIGRA) lui décerne le "prix de la meilleure investigation" pour Patrice Alègre, l’enquête scandaleuse. Il reçoit aussi le prix Dauphine-Henri Tézenas du Montcel pour son travail sur le 11 septembre pour 6 000 morts, autopsie d’un crime.
De septembre 2008 à 2011, il est rédacteur en chef du journal de 20 heures de France 2. Il remplace Thierry Thuillier, alors parti sur I-Télé et se retrouve en tandem avec le présentateur du 20 heures de France 2, David Pujadas.
Il présente (2007 à 2008) et est rédacteur en chef de l'émission d'investigation Pièces à conviction, maintenant représentée par Élise Lucet sur France 3. Émission pour laquelle il reçoit en 2003, le "prix de la meilleure émission d’information de l’année" lors des Lauriers du Sénat pour son enquête Les Frégates de Taiwan, Un scandale à 5 milliards de francs…
En juin 2009, il est nommé par Patrick de Carolis au comité de la diversité de France Télévisions.
En 2012, il dirige FranceTV.info, le site d'information du groupe France Télévision. Il est également professeur associé à l'Institut d'études politiques de Paris.
Il quitte France Télévisions en 2019. En 2020, il est élu président du prix Albert-Londres.

## Ouvrages
- Voir la vérité avec Francis James, Paris, PUF, 1985.